# Auguste Jean Baptiste Chevalier
Auguste Jean Baptiste Chevalier, född den 23 juni 1873 i Domfront, Orne, död den 4 juni 1956 i Paris var en fransk botaniker, taxonom och upptäcktsresande i tropiska Afrika. Han forskade och samlade växter även i Sydamerika och tropiska Asien.
Chevalier blev filosofie doktor vid Universitetet i Lille 1901. 1937 valdes han in i Franska vetenskapsakademin och var dess ordförande 1953.
Han har fått släktena Chevalierella, Chevalierodendron, Neochevaliera och Neochevalierodendron uppkallade efter sig.
Auktorsnamnet A.Chev. kan användas för Auguste Jean Baptiste Chevalier i samband med ett vetenskapligt namn inom botaniken; se Wikipediaartiklar som länkar till auktorsnamnet.